# 로얄 블러드Ⅱ ~디날왕국 연대기~
로얄 블러드II ~디날 왕국 연대기~는 1999년에 코에이에서 발매된 시뮬레이션 게임이다. 장르는 판타지 게임이다. 코에이의 두 번째 판타지 게임으로 발매되었다. 타이틀에'2'가 붙어 있지만, 제1탄이기도 한 전작의 '로얄 블러드'와는 스토리 면에서도 게임 시스템 면에서도 관련성이 전혀 없다.

## 내용

### 개요
모형정원 내정이나 부대 편성, 이동 유닛 등의 시스템은 전년에 발매된 '징기스칸IV'에 가깝지만, 빛의 세력과 어둠의 세력의 싸움을 주축으로 한 스토리나 시스템을 시작해 내정 옆 동굴 등을 탐색할 수 있거나 4개의 시설을 무녀의 힘으로 대형 시설이라 불리는 효율적인 시설로 바꿔 만들 수 있는 등의 독자적인 면도 있다. 또한 플레이어는 빛의 세력만이 아니고 어둠의 세력의 입장에서도 플레이할 수 있다.

### 게임의 목적
- 어둠의 세력: 기한 내에 빛의 나라의 원수(元首)를 모두 가두어 재앙의 신을 부활시킨다.
- 빛의 세력: 기한 내에 빛의 나라의 원수를 구출해 재앙의 신의 부활을 저지한다.

### 시나리오와 양 세력의 특징
플레이할 수 있는 시나리오에는 두 가지가 있다.
- 시나리오 1: 어둠의 구름(디날력 2361년 스타트)
- 시나리오 2: 부활의 빛(디날력 2373년 스타트)

시나리오 1은 어둠의 세력인 그림자크 제국만으로 플레이하며, 시나리오 2는 빛의 세력의 다섯 나라로부터 하나를 선택해 플레이한다.

#### 어둠의 세력
- 초반부터 몬스터 병을 징병할 수 있다. 또, 도시의 마력을 소비해 몬스터 병을 소환하는 것도 가능하다.
- 4 마왕을 부하로 부릴 수 있다. 4 마왕은 능력치가 높으며, 군사·내정 모두 다른 일반 기사들과 똑같이 실행할 수 있다.
- 포로를 세뇌할 수 있다. 세뇌된 포로는 곧 자국의 기사가 되기 때문에 포로의 등용이 매우 쉽다. 이 때, 세뇌된 기사의 그래픽이 어두운 배경과 창백한 얼굴로 바뀐다.
- 최강의 무기가 빛의 속성을 가지기 때문에 일반 기사들이 장비하는 무기는 빛의 세력의 무기보다 약간 뒤쳐진다.

#### 빛의 세력
- 던전을 탐색하면 매우 강력한 무기를 손에 넣을 수 있다.
- 다른 빛의 세력의 원수를 구출하면 게임 오버까지의 제한 시간이 연장된다. 또한 구출한 원수가 소속한 나라가 아직 멸망하지 않았다면, 원수의 귀환과 함께 그 나라는 플레이어의 나라에 복속된다.
- 드래곤을 동료로 삼을 수 있다. 드래곤은 전투 밖에 사용할 수 없지만(게다가 유닛을 통솔하는 제 1부대에 둘 수 없다), 부대 편성 비용이 들지 않으며, 레벨 업을 하면 강력한 마법이나 특기를 사용할 수 있게 된다.
- 초기 단계에서는 몬스터 병을 징병할 수 없다. 또한 징병할 수 있는 몬스터에 제한이 있다.
- 포로는 원수가 면회하여 동료가 되도록 설득한다. 이로 인해, 포로의 등용에 시간이 걸리게 되고 도중에 탈주하기도 한다. 또한 세뇌되어 있는 기사를 포로로 잡으면, 우선 그 세뇌를 풀어야 하기 때문에 초기 1턴에는 동료로 둘 수 없다.

### 내정
내정은 이른바 모형정원 내정 타입이다. 각 시설에서는 매월 금을 수입하거나 새로운 병사를 징병한다. 또한 술집이 없으면 새로운 기사의 등용을 할 수 없는 등, 내정 커맨드를 실행하는 데 필요한 시설도 있다. 시설의 건설에는 100 ~ 200의 금전과 수 턴의 기간이 필요하다. 시설 건설 예정지가 평지가 아니면 보다 많은 건설 기간이 필요하다. 또한 도로에 접한 토지에 건설하는 경우에는 수 턴 단축된다.
통상 건설할 수 있는 시설은 소형 시설로 불리지만, 그 도시에 무녀가 있으면, 시설 변환을 실시해 보다 효율적인 대형 시설을 만들 수 있다. 다만 원래의 소형 시설의 능력이 없어지기도 한다(예를 들면, 병사, 대학, 교회, 길드를 시설 변환하면 사관학교라고 하는 대형 시설이 된다. 이 시설은 그 도시에 소속하는 기사의 경험치를 매 턴 증가시키지만, 원래의 소형 시설의 효과인 각 병 수의 증가 효과는 소멸한다). 대형 시설을 만들려면 특정의 소형 시설을 네 개의 사각형 위에 만들고, 술집에서 얻을 수 있는 정보를 이용해야 한다. 또, 랜덤으로 특별한 시설이 생기기도 한다. 주의할 점으로는 시설 변환의 성공률은 무녀의 마력에 좌우되는 것이나 적의 세력 및 배회 몬스터의 습격에 의해서 한 번에 파괴되는 일이 있다는 것과 작성 시에 도시의 마력을 소비하는 것을 들 수 있다.

#### 물자와 마력
코에이의 게임으로서는 드물게 식량의 매매를 할 수 없다. 그 때문에 대량의 식량을 매각하여 자금을 조달하거나 그 역을 실시할 수 없다. 또, 군사 유닛을 편성할 경우에도 식량과 돈이 필요하다. 특히 초반전에는 자금 부족에 골치를 썩이기 쉽고, 이 게임의 난이도를 높이고 있다.
이 때문에 돈이나 식량이 중요한 것은 다른 게임과 다르지 않지만, 그것과 마찬가지로 중요한 것은 도시에 축적된 마력이다. 마력은 소형 시설을 대형 시설로 전환할 때뿐만이 아니고, 도시의 공격과 방어에도 필요하기 때문에, 마력의 고갈은 심각한 방위상의 장해이기도 하다. 마력은 그 도시에 무녀가 있으면 매월 축적된다(성의 밖으로 나와 있으면 축적되지 않는다). 축적 페이스는 무녀의 수에 비례하며, 대신관의 능력에 따라 일인당의 축적량이 변한다.
또한 기사의 이동은 커맨드 일발로 종료하는데 반해, 금·식량의 수송은 유닛을 작성해 몇 턴에 걸쳐서 옮겨야 한다. 그런데 병사의 이동은 신전 마법에 의해 순간 이동이 가능하여 게임의 밸런스에 의문을 품게된다.

### 전투
전투는 전투 유닛끼리 인접하여 공격을 실시하면 전투가 개시된다. 공격 측과 방어 측의 배치는 정해져 있으며, 이 점에서도 '징기스칸IV'를 답습하고 있다. 공격 대상은 적국의 부대뿐만이 아니라, 때때로 자연 발생적으로 나타나고 배회 몬스터로 불리며 어떤 나라에도 소속하지 않고 목적 없이 도시 시설을 파괴하는 소형 몬스터 부대도 공격 대상이 된다. 덧붙여 이 배회 몬스터는 포획할 수 있으며 빛의 세력의 나라에서는 몬스터를 포획했을 경우, 포획한 부대가 소속하는 도시에서 몬스터 병을 징병할 수 있게 된다.
승패는 적의 전투 유닛을 통솔하는 제 1부대를 괴멸시킨 측의 승리가 된다. 부대를 괴멸시키려면 원칙적으로 직속의 병사를 전멸 시킬 뿐만 아니라, 부대를 인솔하는 기사의 HP도 0으로 만들어야 한다. 다만 대형 몬스터로 불리는 드래곤·사이클롭스·그리폰·사악신은 HP 밖에 없기 때문에 HP를 0으로 만드는 것만으로 승리하게 되고, 소형 몬스터로 불리는 고블린이나 리자드맨 등은 부대를 인솔하는 기사가 없기 때문에, 병사를 전멸시키는 것만으로 승리하게 된다.
또한 도시의 공방전에서는 도시의 중심이 되는 신전이 파괴되면 수비 측의 패배가 된다.
본 작품에서는 화계 등의 계략계의 커맨드가 없고 대신에 마법이나 스킬에 의한 특수 공격을 실시할 수 있다. 특히 장애물을 넘어 공격할 수 있는 공격 마법이나 감소한 병사 수를 회복시키는 회복 마법은 전국을 크게 좌우한다. 몬스터 부대의 경우 대형 몬스터는 스킬에 의한 공격이 가능하지만, 소형 몬스터는 스킬을 사용할 수 없다.

#### 신전 마법
도시 공방전에 돌입했을 경우 수비 측은 신전 마법이라고 불리는 지극히 강력한 마법을 쓸 수 있다. 이것은 도시의 중심에 있는 신전에 인접하는 유닛이 신전에 기원을 바쳐 신전의 마력을 모아서 준비가 완료되면 광범위의 적에게 큰 타격을 주는 마법이며, 방어 측이 꽤 불리해도 이것으로 단번에 역전을 가져올 수 있다. 신전 마법의 충전 페이스나 위력은 기사의 마력이나 속성에 의해서 좌우된다. 또, 신전 마법의 준비·발동에는 상당한 행동력이 필요하기 때문에 마력은 높지만 행동력이 낮은 마도사계·무녀계로는 준비를 위한 기원조차 할 수 없다는 점(당연히 몬스터 부대는 기원을 할 수 없다)이나, 일발을 발하는 것만으로도 대량의 도시 마력을 소모하는 일도 주의해야 한다.
덧붙여 신전 마법은 내정 시에도 사용할 수 있다. 이것은 적국의 도시를 공격하는 것으로, 성공하면 도시의 방어력을 낮춰 그 도시에 소속하는 시설을 파괴하고, 소속 도시의 군사 유닛에게도 데미지를 준다. 반대로 공격 받았을 경우에는 배리어를 쳐서 막을 수 있지만, 공격해 온 도시의 방어력이 이 쪽보다 위라면 약간의 피해를 받게 된다. 또, 속성의 조합에 따라서는 도시의 방어력이 꽤 높지 않으면 완전하게 방어할 수 없다. 전략 장면에서의 신전 마법 및 그것을 막기 위한 배리어를 치는데도 도시의 축적된 마력이 필요하다.

### 인사
도시에 술집을 지을 경우 인사를 등용할 수 있으며 인재가 없는 경우도 존재한다. 빛의 세력 플레이 시 일기 왕국에는 처음부터 술집이 지어져 있기 때문에 초반부터 좋은 인재를 모을 수 있다. 또한 술집의 역할을 환락가가 대신할 수 있으며 차이는 수입의 차이 밖에 없다.

### 탐색
이 게임의 특징의 하나가 던전의 탐색이다. 탐색을 하려면 네 명의 기사를 선택하면 된다. 당연히 탐색 중에는 다른 행동을 일절 하지 못하고, 출발·탐색·귀환에 3개월(3 턴)이 걸린다. 탐색하려면 우선 술집을 세운 다음, 턴 개시 시에 지하 감옥에대한 소문을 들을 필요가 있다. 다만 일부의 지하 감옥은 처음부터 탐색할 수 있거나 빛의 원수를 구출하면 탐색할 수 있게 된다.
탐색의 장점은 통상 손에 들어 오지 않는 고급 아이템을 입수하거나 기사의 레벨을 올리거나 새로운 동료의 획득(대형 몬스터를 동료로 삼거나, 어둠의 세력이라면 마왕의 부활, 빛의 세력이라면 원수의 구출) 등을 들 수 있다. 특히 빛의 세력으로는 지극히 강력한 아이템이 손에 들어오고, 게임 오버까지의 시간을 연장시키기 위해서도 탐색은 필수적이다.
탐색은 하나의 방에 커맨드를 실행하게 된다. 다른 방으로 이동할 때 방 안의 함정을 해제하거나 방 안의 보물 상자를 비워 아이템이나 금전을 얻게 된다. 또, 다른 방으로 이동하면 몬스터에게 조우하는 일이 있으며, 그 때에는 전투가 된다. 통상의 전투와 다른 점으로는 병사가 없기 때문에 체력 밖에 표시되지 않는 것과 몬스터가 스킬이나 마법을 사용해 오는 것이다. 난이도가 높은 지하 감옥 정도(탐색전의 정보로 탐색을 유리하게 진행되는 기준의 레벨이 표시된다)로 몬스터의 능력은 높고, 강력한 스킬을 사용해 온다.
또, 탐색 시에는 식량이 필요하다. 다만 이것은 도시의 식량를 소비하는 것은 아니다. 어디까지나 탐색 시의 행동 포인트 같은 것이라고 이해하면 좋다. 즉, 무엇인가 행동할 때마다 식량은 감소해 나가며, 식량이 없어지면 탐색은 실패로 여겨진다. 덧붙여 이 식량은 보상으로부터 입수할 수 있다. 또, 트랩에 의해서 줄기도 한다.
원수의 구출이나 아이템의 획득 등 지하 감옥마다의 목적을 달성하면 '탐색 성공'으로 자동적으로 귀환하게 되지만, 리더가 쓰러지거나 탐색에 필요한 식량이 없어지면 강제적으로 퇴각당한다. 또, 임의로 퇴각할 수도 있다. 목적을 완수하지 않고 임의 또는 강제적으로 퇴각할 경우에는 '탐색 실패'로 여겨져 몬스터의 추격을 받아 기사가 '부상' 상태가 되며, 수개월 동안 행동 불능이 되거나 최악의 경우는 사망하는 경우가 있다.
한 번 탐색에 성공한 지하 감옥에 한 번 더 들어갈 때(참고로 이 때는 아이템이나 원수가 있던 장소에 가까스로 도착하면 탐색 성공으로 간주된다) 탐색 장면을 생략할 수도 있다. 이것을 통해 효율적으로 기사를 육성할 수도 있지만, 기사의 평균 레벨이 높아도 실패해 퇴각당하는 일이 있으므로 과신은 금물이다.

## 줄거리
무대가 되는 밀라디아 대륙에서는 일찍이 혼돈의 신 파웨이가 만든 사악신 데르니소스가 종족 사이에 싸움을 일으켜 대륙을 통일하고 있던 디날 제국을 붕괴시켰다. 그러나 인간·엘프·드워프는 함께 협력하여 데르니소스와 부하인 4 마왕을 봉인하는 것에 성공한다.
그러나 그 후에도 각 종족 간의 대립은 계속 이어지고 있었지만, 빛의 나라와 적대해 온 그림자크 왕국에 '온순한 왕'이라고 불리는 다크 엘프의 왕인 반다가 등장하였으며 각국과의 평화 정책을 진행시켜 대륙은 평온을 되찾고 있었다. 한편, 그가 수습하는 그림자크 왕국에서는 재해가 계속되었으며 왕이나 백성들을 괴롭혔다. 그러한 가운데 갑자기 나타난 미모의 마법사 알토리아는 강대한 마력으로 천재지변을 진정시켰다. 이것에 의해 왕과 국민의 신뢰를 얻은 알토리아였지만, 그녀에게는 사악신 데르니소스를 부활시키려는 야망이 있었다. 그녀는 마법을 사용하여 일 반다를 세뇌하고 꼭두각시로 만들어 사악신이 부활하도록 움직이기 시작했다.(이상, 시나리오 1까지의 스토리)
사악신 부활의 열쇠가 되는 것은 대륙 각국의 국왕이었다. 그들이 가지는 빛의 힘을 봉인하는 것이 중요했던 것이다. 알토리아는 일 반다를 황제에 자리에 오르게 하고 4 마왕을 부활시켜 몬스터를 소환하고 각국에 쳐들어가 몇 개의 나라를 멸망에 몰아넣었다. 멸망하지 않았던 나라도 국왕이 잡혀 나라의 운명은 풍전등화가 되고 있었다. 그런데 엘프의 나라인 노라의 수뇌인 4 현자의 협력 덕분에 1명의 국왕이 구출되었다(다만 신성국가 마이자리온 같은 경우는 섭정이 직접 대신관을 구출한다). 그(그녀)는 알토리아의 야망을 저지해 데르니소스를 완전하게 봉인하기 위해 그림자크에게 싸움을 건다.(이상, 시나리오 2까지의 스토리)

## 종족과 직업
각 캐릭터의 스테이터스의 큰 범위는 종족과 직업에 따라 좌우된다. 다만 능력의 차이는 개인에 따라서 다르다.

### 종족
인간
빛의 종족. 특히 서투른 일도 자신있는 일도 없는 평균적인 능력을 가진다. 대륙 각지에 산다.
엘프
빛의 종족. 마법에 관한 지식의 수준이 높기 때문에 마력과 마법 방어가 뛰어나다. 삼림에 덮인 지역에 많이 산다. 드워프와 뜻이 맞지 않고, 다크 엘프와는 적대하고 있다.
드워프
빛의 종족. 완력·방어력·체력이 뛰어나지만, 마법은 서투르다. 산악 지대를 중심으로 산다. 인간과 공존하고 있는 일도 적지 않다.
하프 엘프
빛의 종족. 인간과 엘프의 혼혈. 무기를 사용한 싸움은 약간 서투르지만 대체로 밸런스가 잡혀 있다. 대부분이 하프 엘프의 나라인 실티안 왕국에 산다.
다크 엘프
어둠의 종족. 대부분이 크림자크 제국에 산다. 엘프와의 궁합은 최악이며, 같은 어둠의 종족인 레니다스와의 조합이 좋다.
레니다스
어둠의 종족. 모든 종족 중에서 가장 힘이 세지만, 방어력은 드워프에 비해 뒤떨어진다. 대부분이 크림자크 제국에 산다. 드워프와는 적대하며 다크 엘프와의 궁합이 좋다.

### 직업
전사계
공격력과 HP, 행동력이 뛰어나다. 반면, 특기나 마법을 사용하기 위한 포인트인 SP가 낮고, 마법 공격에 약하다. 무기는 종족이나 성별에 따라서 다르다. 인간 남자라면 검, 여자라면창, 엘프·하프 엘프·다크 엘프는 궁, 드워프와 레니다스는 도끼를 사용한다. 전투 유닛을 편성할 경우에 인솔하는 병종은 전사다. 하급직은 전사만이지만, 레벨 업하여 클래스를 체인지하면 속성에 대응하는 이름을 붙여 나이트가 된다. 나이트가 되면 보다 강력한 공격이나 마법을 사용할 수도 있다.
마도사계
SP와 마법에 관련된 능력은 높지만, 행동력이나 공격·방어에 관련되는 스테이터스는 낮다. 무기는 지팡이. 인솔하는 병종은 마도사. 하급직은 메이지만이지만, 클래스를 체인지하면 속성에 대응하는 상급 메이지가 되어, 속성 마법을 사용할 수 있게 된다. 공격 마법을 자랑으로 여긴다.
세이지
능력·무기·하급직은 마도사계와 같다. 병종은 마도사와 승려의 양쪽 모두를 인솔할 수 있다. 일부의 메이지가 클래스를 변경하여 될 수 있다. 상급 마법은 사용할 수 없지만, 마도사와 승려의 양쪽 모두의 마법을 사용할 수 있다.
무녀계
능력은 대개 마도사와 같지만, 지력이 약간 높다. 무기도 같다. 병종은 마도사와 승려의 양쪽 모두를 인솔할 수 있다. 클래스를 체인지 하면 각종의 속성에 대응하는 상급 무녀가 되어, 풍격이 바뀐 속성 마법을 사용할 수 있게 된다.전술·내정 모두 중요한 직업이다.하급 무녀는 공격 마법과 회복 마법을 습득하지만, 상급 무녀는 속성에 의해서 습득하는 마법의 종류가 크게 다르다. 특히 '불의 무녀'는 괴멸한 부대를 재생시키는 마법을 습득할 수 있으므로 재앙의 신과의 최종 결전에서 매우 도움이 된다.
승려계
마법 방어와 지력이 뛰어나다. 무기는 메이스. 병종은 승려를 인솔한다. 하급직은 프리스트이지만, 상급 프리스트로 클래스를 체인지하면, 회복계 뿐만이 아니라 공격 마법이나 보조 마법도 습득한다. 특히 레벨이 높은 프리스트는 궤멸당한 부대를 되살리는 마법을 사용할 수 있다.
도적계
민첩함과 행동력이 뛰어나다. 무기는 활·칼(닌자)·단검(어쌔신). 전장에서는 도적을 인솔한다. 주로 미궁에서의 탐색에 필요한 스킬을 습득하지만, 클래스를 체인지하면 공격계의 스킬도 얻는다. 하급직은 시프로 통일되고 있지만, 상급직은 마스타 시프·닌자(빛의 세력만)·어쌔신(어둠의 세력만) 중 하나가 된다. 지하 감옥 탐색에서는 함정의 해제, 열쇠의 해제를 위해서 반드시 필요한 직업이다. 또, 공성전에서는 담을 넘어 행동할 수 있기 때문에 강력한 활을 장비시키면 매우 도움이 되는 전투 유닛이 된다.

## 중요 인물
- 4마왕
- 4현자

메라마이트스(워터 메이지)
슈펜후달(세이지)
그렌뮤할(미스트 비숍)
메아슐(물의 무녀)

## 게임에 등장하는 나라
- 디날 왕국

국왕은 하임달(시나리오 1)과 트림달(시나리오 1의 이벤트 후 및 시나리오 2). 절대 군주제. 이전에는 대륙 전 국토를 지배하는 국가였지만, 사악신 데르니소스를 봉인한 봉인 전쟁 후에는 대륙 동남부의 소국가가 되었다. 기후가 온난하고 농작물의 수확이 많다. 적에게 공격받기는 어렵지만 처음부터 탐색할 수 있는 지하 감옥이 적다. 기사의 구성은 밸런스가 잡혀 있다. 게임 초기 단계에서는 실티안 왕국 딜가드 왕국에 이어 어둠의 세력의 공격을 받기 쉽다. 초반에 주변 도시에 마왕이 있기 때문에 진출하기도 쉽지는 않다.
- 신성 국가 마이자리온

국왕이 없는 대신에 대신관이 나라를 통치하는 방식이다. 대신관은 프림델. 마도사와 승려의 국가이며, 사람들이 경외하는 화산의 기슭에 있다. 그 때문에 화산의 분화의 피해를 받기도 한다. 무녀와 승려는 많지만 시나리오1에서 기사단이 궤멸당하면서 기사는 기사단장 하나뿐이고 도적은 없다. 따라서 초반에 던젼 탐험에서 많은 난항을 겪기 때문에 플레이하기 어려운 편에 속한다. 주변 도시에는 마왕이 없어 진출은 쉬운 편이다.
- 일기 왕국

국왕은 우롤. 드워프족의 국가이지만 인간도 많다. 왕제 국가이지만 절대 군주제가 아니고 세습제도 아니다. 국토의 대부분이 산지이기 때문에 방어는 쉬우나 진출 면이나 내정 면에서는 어려움이 있다. 시작 시 술집이 지어져 있기 때문에 잘하면 좋은 인재를 등용할 수 있으며 초반 인재들이 좋은 편이기 때문에 플레이하는 데에는 어려움은 없다. 다만 북서쪽에 있는 도시에는 마왕이 존재하기 때문에 그쪽으로는 진출하기가 어려우며 동쪽의 도시들은 대체로 방어가 취약한 편이다.
- 딜가드 왕국

국왕은 자코일. 기사 단장이 국왕이 되는 관습이 있다. 온난한 기후이지만, 태풍의 피해를 받기도 한다. 적은 자주 침범해 오는 편으로 대부분이 남동쪽의 도시나 사막에 있는 도시에서 쳐들어 오나 흔히 그림자크 본국 도시에서 쳐들어 오는 경우도 잦다. 기사의 나라답게 초반에 활용할 수 있는 기사들이 많으며 특히 아슈킬이라는 닌자는 활용 가치가 매우 높다. 다른 세력과 달리 초반에 존재하는 도시에서 메토페의 족장을 구출할 수 있다. 다만 도시에는 마법사가 없는 것이 흠이다. 또, 섭정이 존재하지 않는데 왜냐하면 시나리오1에서 존재하는 섭정이 나라를 배신하기 때문이다. 주변 도시에는 마왕이 존재하지 않아 진출하기에는 편하다.
- 실티안 왕국

국왕은 여왕 엘티아(시나리오 1)와 여왕 프리에스티아(시나리오 1의 이벤트 후 및 시나리오 2). 당초에는 엘프만의 국가였지만, 개방 정책에 의해 엘프·하프 엘프·인간이 공존하는 국가가 되었다. 한랭인 기후에 있는 도시 때문에 한파에 습격당하기 쉽다. 초반에 마도사가 많으며 레벨 높은 무녀가 존재하여 내정에 편하지만 기사 활용 면에서는 신성국가 마이자리온 만큼 어렵지는 않으나 난항이 많다. 주변에 존재하는 도시에 마왕이 있어 진출이 쉽지 않으나 남쪽으로의 진출은 용이하다.
- 그림자크 제국

국왕은 황제 일 반다이지만, 국가의 전권은 대신관의 알토리아에 맡겨져 있다. 주로 다크 엘프와 레니다스가 산다. 이전에는 빛의 제국과 전쟁을 펼치고 있었지만, 일 반다가 국왕에 즉위하고 나서는 평화 정책에 의해서 안정되어 있었다. 그러나 그가 알토리아의 허수아비 군주가 되고 나서는 다시 각국에 대한 침략을 시작하게 되었다. 한랭한 기후 때문에 농작물은 별로 자라지 않는다. 초반부터 많은 우수한 기사가 갖추어져 있다.
- 알바잘

국왕은 평의장 모트란. 도시 국가이다. 대륙 제일의 상업 도시이기도 하다. 공화제 국가이기 때문에 인사 구성이 다른 나라와 약간 다르다. 기후는 풍족하지만 하천이 많아, 홍수의 피해를 받기도 한다. 시나리오 2의 단계에서는 멸망했기 때문에 이 나라로 플레이할 수 없다.
- 메토페

국왕은 바람의 무녀 닌. 부족제 국가. 바람의 정령에게 제사를 지내는 신전의 순례자가 오아시스에 정주하면서 이 나라가 생겼기 때문에 바람의 신전의 무녀가 원수가 된다. 주위는 사막이기 때문에 내정은 곤란한 도시. 시나리오 2의 단계에서는 멸망했기 때문에 이 나라로 플레이할 수 없다.
- 노라

원수는 장로 빌싱. 엘프 및 소수의 하프 엘프가 있다. 실티안 왕국의 개방 노선에 반발한 보수파들이 엘프의 고향인 노라의 숲에 건국한 국가. 정치 체제는 장로와 그를 보좌하는 4 현자의 합의제이다. 숲에 둘러싸여 있기 때문에 지키기 쉽지만 내정에게는 적합하지 않은 도시. 시나리오 2의 단계에서는 멸망했기 때문에 이 나라로 플레이할 수 없다.